# Elpídio Barbosa Conceição
Elpídio Barbosa Conceição, genannt Dill, (* 4. März 1974 in São Luís) ist ein ehemaliger brasilianischer Fußballspieler. 

## Karriere
Seine Profilaufbahn begann Dill 1994 beim Goiás EC. In der Série B 1999 fand er sich in der Torschützenliste mit neun Toren auf dem fünften Platz wieder. Das Turnier beendete er mit dem Klub auf dem ersten Platz, welcher zur Teilnahme an der obersten Spielklasse Brasiliens berechtigte. Durch Klagen und Einwendungen der FIFA, sah der nationale Verband aber nicht in der Lage das Turnier 2000 auszurichten. Das trotzdem eine anerkannte Meisterschaft stattfand, war dem Clube dos 13 zu verdanken. Goiás kam bis ins Achtelfinale der Endrunde, in welcher man mit 1:1 und 0:3 dem Paraná Clube unterlag. In der Meisterschaft gelangen Dill 20 Toren, womit er neben drei weiteren Spielern zweitbester Torschütze wurde. Bereits zuvor war er in der Staatsmeisterschaft von Goiás 2000 mit 29 Toren bester Torschütze gewesen.
2001 wechselte Dill für eine Ablösesumme von zwei Millionen Dollar nach Frankreich zu Olympique Marseille. Er konnte sich aber nicht etablieren und wurde nach nur fünf Ligaspielen der Meisterschaft 2001/02, davon vier in der Startelf, in die Schweiz an den Servette FC Genève ausgeliehen. Noch im selben Jahr wurde die Rückkehr in seine Heimat zum FC São Paulo bekannt, für welchen er ab 2002 antreten sollte. Hier konnte er an alte Leistungen nicht mehr anknüpfen und tingelte fortan durch Klubs seiner Heimat, Portugals und Litauen.

## Erfolge
Goiás
- Staatsmeisterschaft von Goiás: 1994, 1996, 1997, 1998, 1999, 2000
- Série B: 1999
- Copa Centro-Oeste: 2000, 2001

Servette
- Schweizer Cup: 2001

São Paulo
- Supercampeonato Paulista: 2002

Flamengo
- Taça Guanabara: 2004
- Staatsmeisterschaft von Rio de Janeiro: 2004

Santa Cruz
- Staatspokal von Pernambuco: 2009

Auszeichnungen
- Torschützenkönig - Staatsmeisterschaft von Goiás: 2000 (29 Tore)
- Torschützenkönig - Copa Centro-Oeste: 2001 (10 Tore)